# Henri Garnier
Henri Garnier (* 19. September 1908 in Feschaux, Belgien; † 4. Januar 2003 in Frankreich) war ein belgischer Radsportler.
Henri Garnier war Profi-Rennfahrer von 1933 bis 1937. In seinem ersten Profi-Jahr wurde er Zweiter der Belgien-Rundfahrt. 1936 konnte er eine Etappe und die Tour de Suisse für sich entscheiden mit einem Vorsprung von 7:20 Minuten auf seinen Landsmann Gustave Deloor. 1935 bereits belegte er bei der Tour de Suisse den zweiten Platz. 1937 gewann er abermals eine Etappe der Schweizer Landesrundfahrt. Im selben Jahr beendete er seine Karriere mit 29. Im Jahre 2003 starb Garnier in seiner Wahlheimat in Frankreich im Alter von 94 Jahren.